# پریش ایبرویل (لوئیزیانا)
ایبرویل پریش (به انگلیسی: Iberville Parish) یک قصبه در ایالات متحده آمریکا است که در لوئیزیانا واقع شده‌است.

## خصوصیات
ایبرویل پریش ۱٬۶۹۱٫۲۷ کیلومترمربع مساحت دارد.